# Odet
Odet – rzeka w zachodniej Francji. 
Wypływa w Saint-Goazec, w Bretanii. Uchodzi do Oceanu Atlantyckiego w miejscowości Bénodet (nazwa Bénodet wzięła się od słowa Ben, które w Bretanii oznacza ujście rzeki). Rzeka ma 56 km długości i często organizowane są na niej spływy kajakowe.

## Miejscowości nad rzeką
- Bénodet
- Gouesnach
- Combrit
- Plomelin
- Quimper
- Ergué-Gabéric
- Briec-de-l'Odet
- Landudal
- Elliant
- Langolen
- Coray
- Trégourez
- Leuhan
- Saint-Goazec